# فرانك باوتشر
فرانك باوتشر هو لاعب هوكي الجليد كندي، ولد في 7 أكتوبر 1901 في أوتاوا في كندا، وتوفي بنفس المكان في 12 ديسمبر 1977 بسبب سرطان.

## وصلات خارجية
- فرانك باوتشر على موقع دوري الهوكي الوطني (الإنجليزية)
- فرانك باوتشر على موقع EliteProspects.com (الإنجليزية)
- فرانك باوتشر على موقع HockeyDB.com (الإنجليزية)
- فرانك باوتشر على موقع Hockey-Reference.com (الإنجليزية)
- فرانك باوتشر على موقع قاعة كندا للمشاهير الرياضية (الإنجليزية)